# 火影忍者 木葉的忍者英雄們
《火影忍者 木葉的忍者英雄們》為CyberConnect2開發、萬代最初在2003年於PlayStation 2遊戲主機平臺上所發行的一款格鬥遊戲。原著漫畫《火影忍者》於集英社發行，漫畫家岸本齊史所著。

## 遊戲模式
主要為對戰模式，此代共計有12個角色可供使用。對戰模式可選擇一至二人的對戰，單人對戰模式可與電腦NPC對戰。雙人對戰模式之下，可以二位玩家進行對戰。

## 接續作品
- 《火影忍者 木葉的忍者英雄們2》

## 外部連結
- 日本官方網站 （页面存档备份，存于）